# Suaeda mexicana
Suaeda mexicana är en amarantväxtart som först beskrevs av Paul Carpenter Standley, och fick sitt nu gällande namn av Paul Carpenter Standley. Suaeda mexicana ingår i släktet saltörter, och familjen amarantväxter. Inga underarter finns listade i Catalogue of Life.